# Scarborough (Ontario)
Scarborough es un antiguo distrito y municipio dentro de la parte oriental de la ciudad de Toronto, Ontario, Canadá. Está confinado al sur por el lago Ontario, en el oeste por Victoria Park Avenue, en el norte por Steeles Avenue East, y al este por el río Rouge y la ciudad de Pickering. En 2011 tenía una población de 625 000 habs.
Hace más de 200 años, Scarborough creció a partir de una colección de pequeños pueblos rurales para convertirse en una gran ciudad con una diversa comunidad cultural. Fue llamada así por la ciudad inglesa de Scarborough, North Yorkshire en 1796 por Elizabeth Simcoe, quien se inspiró en los Scarborough Bluffs lo que le recordó los acantilados blancos cerca de su casa. Originariamente conocida como Scarborough Township, se convirtió en parte del Metropolitan Toronto en 1953, y fue renombrada como ciudad en 1967. Scarborough se desarrolló rápidamente como un barrio de Old Toronto durante los años de Metro Toronto y se convirtió en ciudad en 1983.
Scarborough es un destino popular para los nuevos inmigrantes en Canadá para residir. Como resultado, Scarborough es una de las zonas más diversas y multiculturales del área metropolitana de Toronto, en donde conviven varios grupos religiosos y lugares de culto. Además, aquí se encuentran algunos de los lugares naturales más populares de Toronto, como los Scarborough Bluffs y Rouge Park. Se ha declarado que Scarborough es más verde que cualquier otra parte de Toronto.

## Etimología
El área fue bautizada en honor a la ciudad de Scarborough, Inglaterra por Elizabeth Simcoe, la esposa de John Graves Simcoe, el primer vicegobernador del Alto Canadá. Los acantilados en las orillas de Scarborough a lo largo del lago Ontario le recordaban a los acantilados de piedra caliza en Scarborough, Inglaterra. El 4 de agosto de 1793, escribió en su diario: La orilla es muy audaz, y tiene la apariencia de los acantilados de tiza, pero creo que sólo son de arena blanca. Parecían tan bien que hablamos de la construcción de una residencia de verano allí y llamarlas Scarborough. 

## Historia

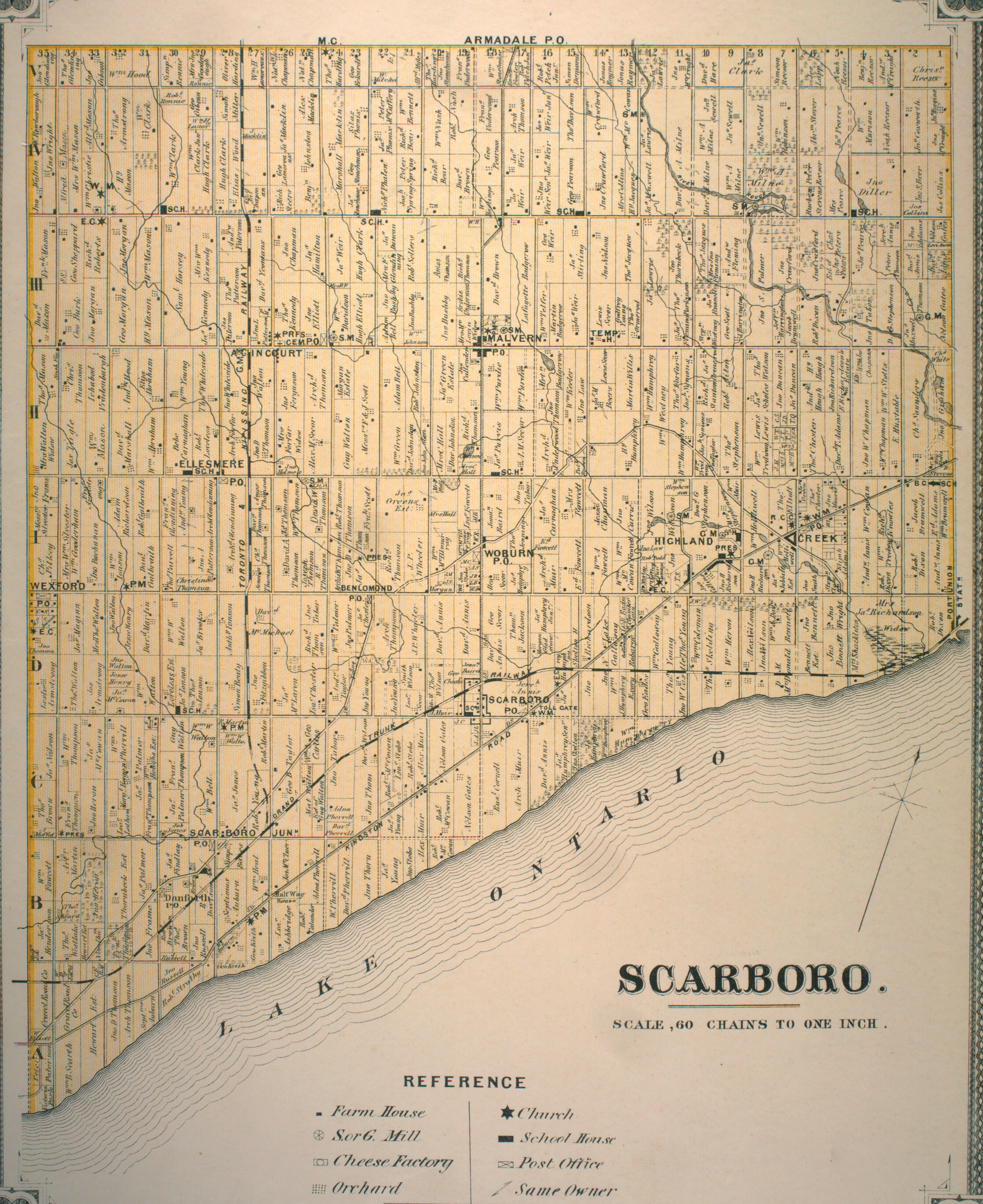
A survey map of Scarborough from the 1880s

La primera evidencia conocida de población en Scarborough proviene de un sitio arqueológico en Fenwood Heights, que ha sido fechado en 8000 a. C. El sitio contiene los restos de un campamento de cazadores nómadas y recolectores, y no hay evidencia de colonos permanentes.
Durante el siglo XVII, la zona estaba habitada por la tribu seneca en el pueblo de Ganatsekwyagon, que más tarde fueron desplazados por los Mississauga, que fueron desplazados por los colonos que comenzaron a llegar a finales del siglo XVIII. Después de reconocer la tierra en 1793, fue abierto al establecimiento por los sujetos británicos con la primera edición de la patente de tierras en 1796, aunque los squatters habían estado ya presentes por algunos años. Los primeros colonos fueron David y Andrew Thomson. Eran canteros que trabajaban en los primeros edificios parlamentarios de York. Cada uno de ellos construyó molinos. Esta actividad condujo a la creación de un pequeño pueblo conocido como Thomson Settlement (Asentamiento Thomson en inglés).

Bandera del antiguo municipio

Durante la primera parte de la vida en Alto Canadá, la administración local y la justicia fue administrada por el gobierno colonial. De 1792 a 1841, los jueces eran nombrados por los consejos de distrito. Había cuatro distritos de la colonia de los cuales Scarborough era parte de la Home District. En parte debido a una organización política que fue el resultado de la Durham Report, Scarborough obtuvo representación elegidos en el Consejo de Distrito Local (Home District Council en inglés). Scarborough eligió a dos consejeros.
En 1850, Scarborough fue incorporada como un municipio. Posteriormente a la incorporación, el gobierno de Scarborough se condujo por un mayor, un diputado mayor y, tres concejales, cada uno de ellos electo anualmente. Inicialmente el concejo (Administración) se reunía en el pueblo de Woburn, sin embargo fue reubicado a Birchcliff en 1922, lugar en que entonces la mayoría de su población se localizaba. Durante la Gran Depresión el gobierno local se encontraba al borde de la bancarrota. El Consejo Municipal de Ontario intervino y estableció un comité de vigilancia el cual previno el colapso del gobierno local.
La expansión de Toronto en el este, en el siglo XIX, condujo al desarrollo del inventario de viviendas a lo largo de los corredores Kingston Road y Danforth Road en Scarborough. Esto condujo a la creación de una línea de tránsito. En 1893, la Toronto and Scarboro' Electric Railway, Light and Power Company construyó una línea radial de vía única a lo largo de Kingston Road a Blantyre. Durante los siguientes 13 años esto se extendió a West Hill. En 1904, la línea se convirtió en la Scarboro Division de la Toronto and York Radial Railway. El servicio continuó a lo largo de esta línea hasta 1936 cuando fue reemplazado por el servicio de autobús.
El 15 de abril de 1953, Scarborough fue incluido dentro de Metropolitan Toronto, un nuevo nivel superior de gobierno municipal con jurisdicción sobre servicios regionales tales como carreteras y tránsito, policía y servicios de ambulancia. (Los servicios de lucha contra incendios se mantuvieron separados.) Scarborough retuvo su consejo local, pero obtuvo representación en un nuevo Consejo Metropolitano. El nuevo consejo tenía 24 miembros, 12 de la ciudad vieja de Toronto y 12 de los municipios suburbanos. El consejo no fue elegido directamente, sino que estaba compuesto por miembros de cada uno de los consejos locales. La contribución de Scarborough fue su juez local, quien en ese momento era Oliver Crockford.

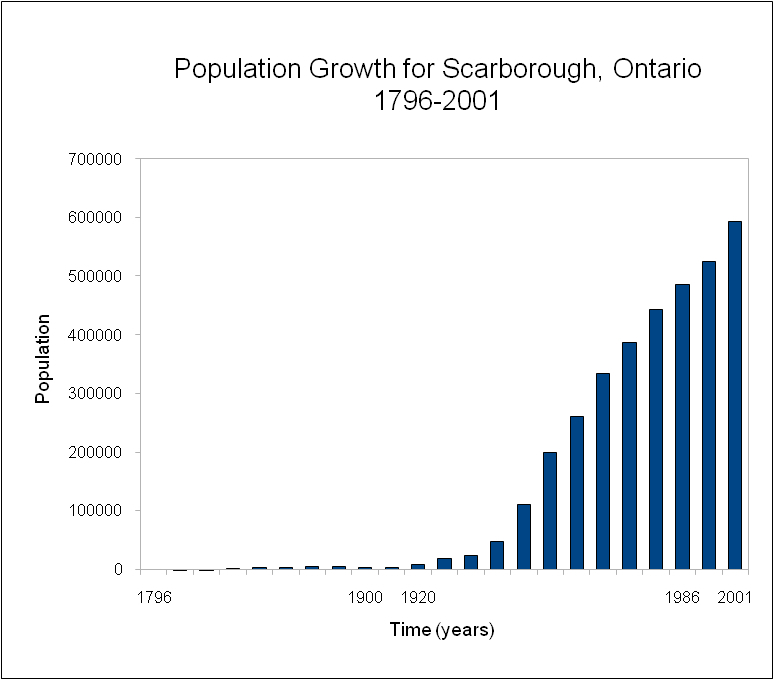
Population growth for Scarborough, 1796-2001.

En 1988, hubo una reorganización. La junta de control fue abolida. Alderman fue cambiado a concejal. Se crearon seis puestos adicionales en el consejo del metro y estos fueron elegidos por separado por primera vez. El consejo de Scarborough consistió en un alcalde, 14 concejales locales y seis concejales Metropolitanos.
En 1998, Scarborough fue amalgamado con North York, Etobicoke,  York, East York y el old city of Toronto para convertirse en la nueva ciudad de Toronto.

## Geografía

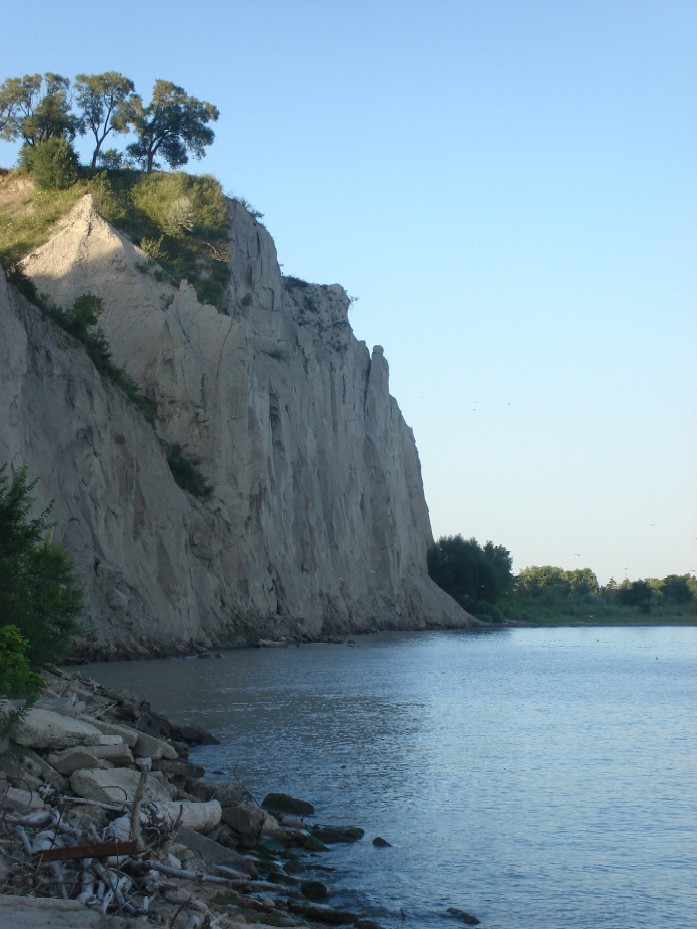
The Bluffs from which Scarborough's name is inspired

Las fronteras de Scarborough son Victoria Park Avenue (North York, East York, y Old Toronto) al oeste, el Rouge River, Little Rouge Creek y Scarborough-Pickering Townline (Pickering) al este, Steeles Avenue (Markham) al norte, y el lago Ontario al sur.
Topográficamente, Scarborough está dominado por dos cuencas hidrográficas, Highland Creek y el Rouge River. Highland Creek se encuentra casi por completo dentro de Scarborough y ocupa aproximadamente el 70% de su área total. Ocupa la mitad occidental de Scarborough, mientras que el río Rouge fluye a través de la parte oriental. Ambos ríos desembocan en el lago Ontario, en la costa de Scarborough.
Highland Creek es la cuenca hidrográfica más urbanizada en el área de Toronto sin aproximadamente el 85% de su uso de la tierra dedicada a usos urbanos. Algunas secciones del río atraviesan parques y permanecen en un estado bastante natural, mientras que otras partes pasan por distritos industriales o residenciales donde el flujo se suele desviar o canalizar. Las secciones del arroyo están marcadas por profundos barrancos y valles, que contienen poco o ningún desarrollo urbano. El valle profundo que el arroyo corta en sus secciones inferiores sigue siendo principalmente un parque, con poco o ningún desarrollo en el valle.

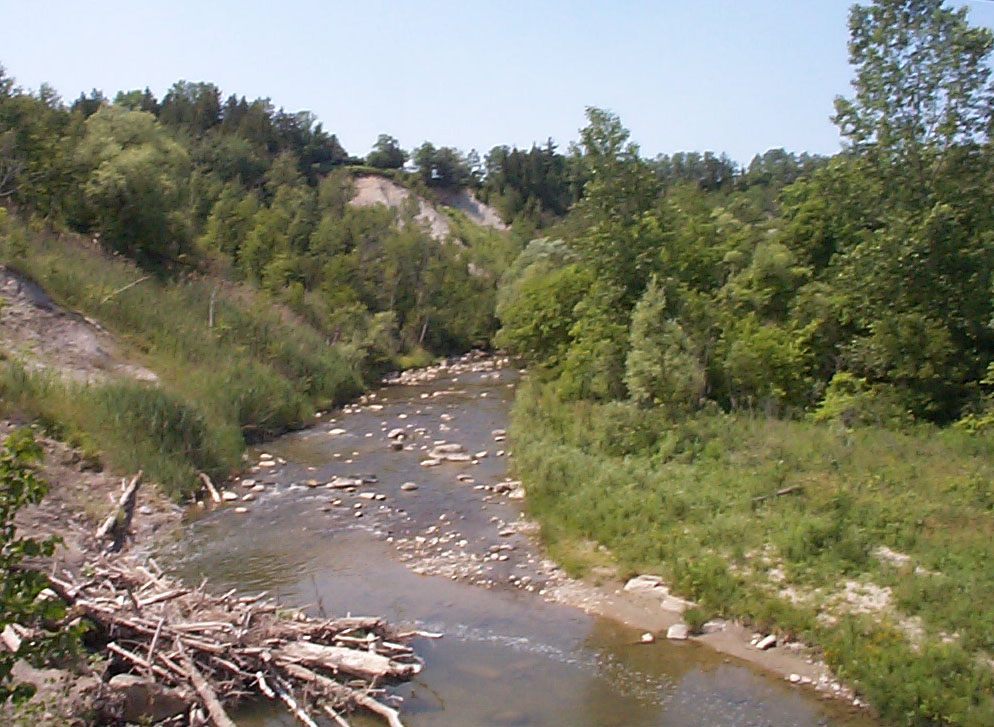
The Rouge River

La erosión ha sido un problema a lo largo de Scarborough Bluffs. Las propiedades ubicadas cerca del borde han sido abandonadas, y las casas están condenadas, a medida que el borde se aleja del lago. Desde la década de 1980, grandes áreas de playa en la base de los Bluff se han reforzado con piedra caliza rompeolas y relleno de escombros de la construcción.
Scarborough también es conocida por el Valle del río Rouge, partes de las cuales aún se encuentran en un estado natural y boscoso. El valle alberga una gran variedad de vida silvestre, como ciervos, zorros y, ocasionalmente, coyotes, mientras que en el río se encuentran salmones y bagres.

### Clima
El clima de Scarborough es moderado para Canadá debido a su ubicación en el sur del país y su proximidad al lago Ontario. Tiene un clima continental húmedo (Köppen climate classification Dfa/Dfb), con veranos cálidos y húmedos e inviernos generalmente fríos. La temperatura media y la precipitación tienden a ser ligeramente más bajas que el centro de la ciudad o Etobicoke sur, por ejemplo, debido en parte a que la estación meteorológica está más alejada de la influencia moderadora del lago y también debido a su ubicación más al noreste. Las condiciones varían según la proximidad al lago, con niebla más común en el sur y áreas cercanas al lago notablemente más frescas en los días calurosos de verano.
| Parámetros climáticos promedio de Scarborough (Malvern) 1981−2010 | Parámetros climáticos promedio de Scarborough (Malvern) 1981−2010 | Parámetros climáticos promedio de Scarborough (Malvern) 1981−2010 | Parámetros climáticos promedio de Scarborough (Malvern) 1981−2010 | Parámetros climáticos promedio de Scarborough (Malvern) 1981−2010 | Parámetros climáticos promedio de Scarborough (Malvern) 1981−2010 | Parámetros climáticos promedio de Scarborough (Malvern) 1981−2010 | Parámetros climáticos promedio de Scarborough (Malvern) 1981−2010 | Parámetros climáticos promedio de Scarborough (Malvern) 1981−2010 | Parámetros climáticos promedio de Scarborough (Malvern) 1981−2010 | Parámetros climáticos promedio de Scarborough (Malvern) 1981−2010 | Parámetros climáticos promedio de Scarborough (Malvern) 1981−2010 | Parámetros climáticos promedio de Scarborough (Malvern) 1981−2010 | Parámetros climáticos promedio de Scarborough (Malvern) 1981−2010 |
| Mes                                                               | Ene.                                                              | Feb.                                                              | Mar.                                                              | Abr.                                                              | May.                                                              | Jun.                                                              | Jul.                                                              | Ago.                                                              | Sep.                                                              | Oct.                                                              | Nov.                                                              | Dic.                                                              | Anual                                                             |
| ----------------------------------------------------------------- | ----------------------------------------------------------------- | ----------------------------------------------------------------- | ----------------------------------------------------------------- | ----------------------------------------------------------------- | ----------------------------------------------------------------- | ----------------------------------------------------------------- | ----------------------------------------------------------------- | ----------------------------------------------------------------- | ----------------------------------------------------------------- | ----------------------------------------------------------------- | ----------------------------------------------------------------- | ----------------------------------------------------------------- | ----------------------------------------------------------------- |
| Temp. máx. abs. (°C)                                              | 13.0                                                              | 14.4                                                              | 23.5                                                              | 31.5                                                              | 32.5                                                              | 35.5                                                              | 37.5                                                              | 35.5                                                              | 34.5                                                              | 25.5                                                              | 22.8                                                              | 19.5                                                              | 37.5                                                              |
| Temp. máx. media (°C)                                             | −2.0                                                              | −0.9                                                              | 3.8                                                               | 11.3                                                              | 18.5                                                              | 23.3                                                              | 26.6                                                              | 25.2                                                              | 20.3                                                              | 13.4                                                              | 6.7                                                               | 0.7                                                               | 12.2                                                              |
| Temp. media (°C)                                                  | −5.5                                                              | −4.4                                                              | −0.3                                                              | 7.0                                                               | 13.4                                                              | 18.2                                                              | 21.6                                                              | 20.4                                                              | 15.9                                                              | 9.3                                                               | 3.4                                                               | −2.4                                                              | 8.1                                                               |
| Temp. mín. media (°C)                                             | −9.0                                                              | −7.9                                                              | −4.3                                                              | 2.5                                                               | 8.3                                                               | 13.0                                                              | 16.6                                                              | 15.7                                                              | 11.5                                                              | 5.2                                                               | 0.2                                                               | −5.5                                                              | 3.9                                                               |
| Temp. mín. abs. (°C)                                              | −31.5                                                             | −27.5                                                             | −21.5                                                             | −11.5                                                             | −2.5                                                              | 3.0                                                               | 8.5                                                               | 5.0                                                               | −1.0                                                              | −5.6                                                              | −14.0                                                             | −29.0                                                             | −31.5                                                             |
| Precipitación total (mm)                                          | 51.8                                                              | 56.1                                                              | 57.8                                                              | 72.9                                                              | 78.4                                                              | 67.2                                                              | 71.8                                                              | 91.6                                                              | 95.6                                                              | 78.1                                                              | 95.1                                                              | 75.7                                                              | 892.0                                                             |
| Lluvias (mm)                                                      | 21.1                                                              | 26.6                                                              | 43.3                                                              | 70.0                                                              | 78.4                                                              | 67.2                                                              | 71.8                                                              | 91.6                                                              | 95.6                                                              | 77.7                                                              | 87.4                                                              | 42.0                                                              | 772.6                                                             |
| Nevadas (cm)                                                      | 30.7                                                              | 29.5                                                              | 14.5                                                              | 3.0                                                               | 0.0                                                               | 0.0                                                               | 0.0                                                               | 0.0                                                               | 0.0                                                               | 0.38                                                              | 7.7                                                               | 33.7                                                              | 119.4                                                             |
| Días de precipitaciones (≥ 0.2 mm)                                | 13.9                                                              | 11.3                                                              | 12.4                                                              | 14.0                                                              | 13.1                                                              | 11.3                                                              | 10.6                                                              | 10.1                                                              | 11.8                                                              | 13.8                                                              | 13.9                                                              | 13.9                                                              | 150.0                                                             |
| Días de lluvias (≥ 0.2 mm)                                        | 4.9                                                               | 4.1                                                               | 8.5                                                               | 12.5                                                              | 13.1                                                              | 11.3                                                              | 10.6                                                              | 10.1                                                              | 11.8                                                              | 13.8                                                              | 12.6                                                              | 7.4                                                               | 120.6                                                             |
| Días de nevadas (≥ 0.2 cm)                                        | 9.9                                                               | 8.5                                                               | 5.6                                                               | 2.2                                                               | 0.0                                                               | 0.0                                                               | 0.0                                                               | 0.0                                                               | 0.0                                                               | 0.33                                                              | 2.5                                                               | 9.2                                                               | 38.2                                                              |
| Fuente: Environment Canada                                        |                                                                   |                                                                   |                                                                   |                                                                   |                                                                   |                                                                   |                                                                   |                                                                   |                                                                   |                                                                   |                                                                   |                                                                   |                                                                   |

## Economía
Scarborough es un antiguo borough del ex Metropolitan Toronto, y como tal, su economía es un componente integral de la economía de Toronto. En comparación con la ciudad de Toronto en general, la industria en Scarborough es similar en todas las categorías de la fuerza de trabajo, salvo en la manufactura que es más alta en Scarborough, y los servicios profesionales, científicos y técnicos que son más bajos. Notable companies that have their headquarters in Scarborough include Toyota Canada Inc., Eli Lilly Canada Inc., Thomson Carswell, Bell Media, Teva Canada, Cinram, Royal Doulton, SKF, Alfa Laval, President's Choice Financial, Aviva, Yellow Pages Group, Telus, and Lee Kum Kee Canada. Las cadenas de pizzas 241 Pizza y Pizza Nova tienen su sede en Scarborough.
Scarborough también albergaba una General Motors Canada Fábrica de montaje de furgonetas, que cerró en 1993.
Entre la estación de McCowan RT y la estación de Midland RT existen varios puntos de atracción, como el Scarborough Town Centre, la Albert Campbell Square, edificios del gobierno canadiense, oficinas y nuevos condominios en los últimos años. La zona se ha convertido en uno de los nuevos distritos comerciales centrales de Toronto en los barrios exteriores.

## Cultura

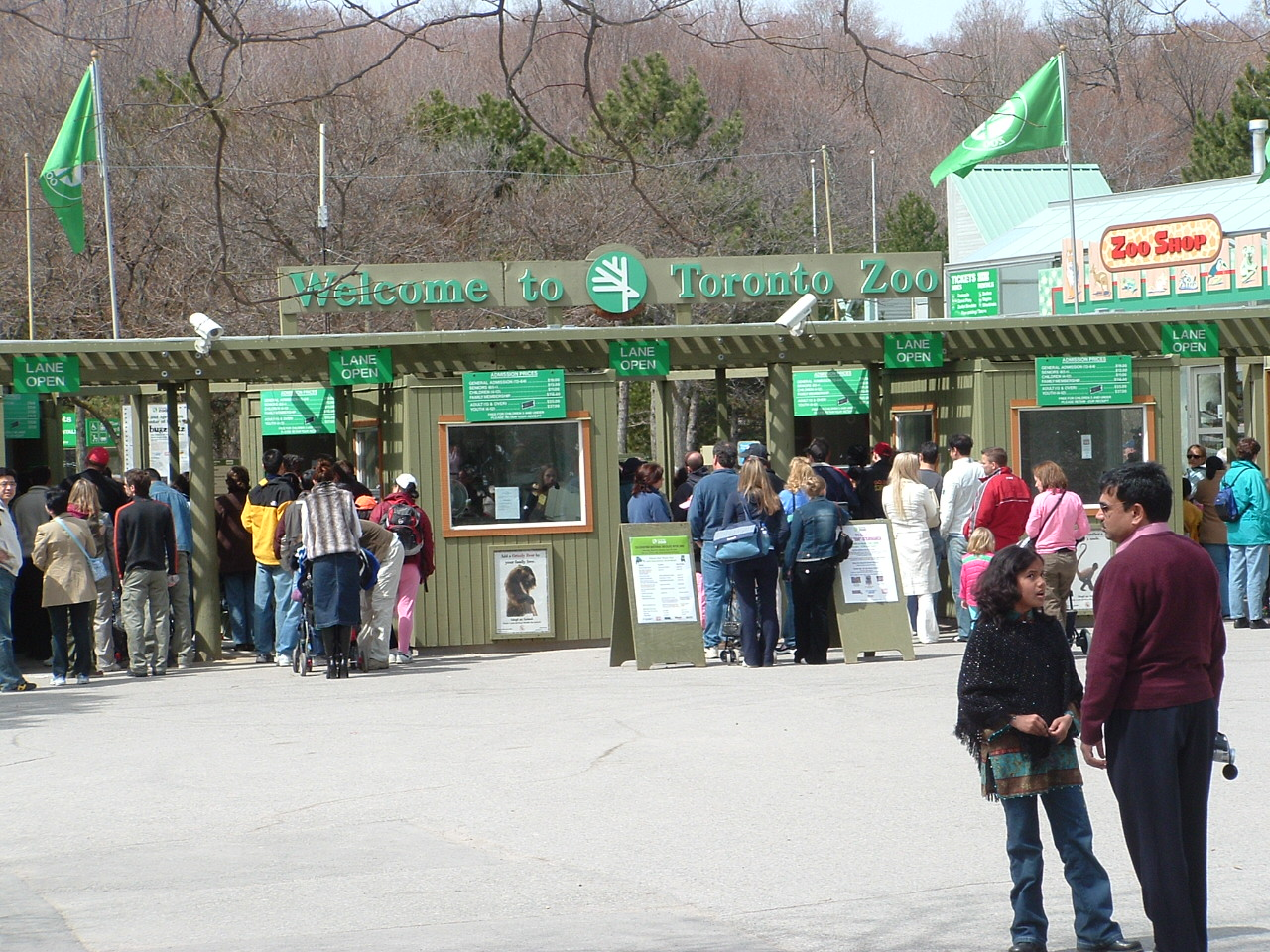
La entrada principal del Zoológico de Toronto

La mayoría de los medios de comunicación de Scarborough han sido publicaciones semanales o mensuales. El primer periódico fue el Scarborough News and Advertiser, que se publicó semanalmente a partir de septiembre de 1921. Duró hasta la década de 1930. Otros periódicos y revistas de corta duración fueron The Enterprise (1945-1966), Scarborough Mail (1946-1955) y The News (1952-1995) y 54east magazine (2005-2009). El único periódico local en inglés que queda es el Scarborough Mirror, que comenzó a publicarse en 1962 y que posteriormente fue adquirido por la división de noticias comunitarias del Toronto Star, Metroland. En 2009 se lanzó una edición de Scarborough de la publicación fotográfica SNAP Scarborough para todo Toronto. Ming Pao Daily News es un periódico en lengua china con sede en Scarborough. Comenzó a publicarse en 1993.
La sede de CTV Toronto y TSN está en el barrio de Agincourt, cerca de la intersección de McCowan Road y Highway 401.
En 1970, Trillium Cable comenzó a dar servicio de televisión por cable a Scarborough. Fue adquirida por Shaw Cable en 1995. Durante los primeros días de la empresa, produjeron varios programas locales para su propio canal de cable. Estos programas fueron producidos por voluntarios y mostraron una amplia variación en la calidad. Estos programas fueron satirizados por Mike Myers en su película cómica El mundo de Wayne.
Los habitantes de Scarborough han desarrollado su propio sentido del humor, como demuestra Myers, cuyo personaje de Wayne's World se inspiró en su crecimiento en la zona. Otros nativos de Scarborough son Eric McCormack (Will & Grace), John Candy (Second City, SCTV), el grupo musical Barenaked Ladies y el cantante de R&B/Hip Hop The Weeknd conocido como Abel Tesfaye. El actor Jim Carrey también vivió en Scarborough durante su adolescencia. Igualmente, en Scarborough han vivido o viven destacados artistas de hip hop, como Maestro Fresh-Wes, Choclair, Kardinal Offishall, Saukrates y el grupo BrassMunk.
Según la lista de centros comerciales más grandes de Canadá, el Scarborough Town Centre es el décimo más grande del país y el cuarto más grande del GTA. Está situado junto al Centro Cívico de Scarborough, la Plaza Albert Campbell y el Consilium Place. Esta zona se desarrolló como centro de la ciudad bajo el antiguo gobierno de la ciudad de Scarborough. El Paseo de la Fama de Scarborough también se encuentra en el centro de la ciudad, y consiste en placas incrustadas en el suelo para honrar a residentes notables, pasados y actuales. Entre los miembros inaugurales se encuentran el jugador de la National Basketball Association Jamaal Magloire, la medallista de oro de los Juegos Olímpicos Vicky Sunohara, y ocho residentes destacados que han contribuido a los avances en la medicina, las artes y la comunidad.
En 1974, el Zoológico de Toronto se trasladó de su ubicación original en el centro de la ciudad a su ubicación actual en el valle del río Rouge. La nueva ubicación permitió al zoo aumentar su superficie total de 3 hectáreas (7,4 acre) a más de 300 hectáreas (741,3 acre). El zoo pasó de ser un zoológico del siglo XIX con unos pocos animales apiñados tras unas rejas de hierro a un zoo en el que se proporcionaba espacio a los animales y el entorno intentaba duplicar los entornos naturales de los animales.
La topografía de Scarborough ha dotado a la zona de abundantes campos de golf. Hay una mezcla de campos públicos y privados. Dentonia Park es un campo público establecido en 1967 y está situado en el barranco Taylor-Massey Creek junto a la estación de metro Victoria Park. Antiguamente un club privado, el campo de golf Tam O'Shanter se estableció en 1973 como campo público y está situado junto a Highland Creek. Entre los clubes privados se encuentra el Toronto Hunt Club, que fue el primer campo de golf de Scarborough, establecido en 1895 junto al lago Ontario. y el Scarboro Golf and Country Club se creó en 1912. El Cedarbrae Golf & Country Club se fundó en 1922 y se trasladó a su actual ubicación en el valle del río Rouge, en la avenida Steeles East, en 1954.
El 17 de mayo de 2006 se inauguró el Complejo Deportivo Nike Malvern en el barrio de Malvern. [Nike, Inc. |Nike Canada]] donó 500.000 dólares para construir el complejo, que incluye una cancha de baloncesto, un campo de fútbol de prácticas y una pista de atletismo. La pista se construyó con 50.000 zapatillas de deporte usadas. El complejo se construyó en los terrenos de la Escuela Secundaria Católica Beata Madre Teresa y está abierto al público. La vallista olímpica Perdita Felicien estuvo presente en la inauguración para animar a los jóvenes a practicar deporte.
Scarborough es uno de los destinos más importantes para los tamiles de Sri Lanka en el área del Gran Toronto, que llegaron desde Sri Lanka durante la guerra civil. Los esfuerzos por integrar la cultura tamil de Sri Lanka incluyen el establecimiento de alianzas interculturales y transnacionales y la construcción de muchas escuelas tamiles en el GTA.
Scarborough alberga varias organizaciones artísticas locales. El Scarborough Worldwide Film Festival es una celebración anual de películas multiculturales que se celebra cada primera semana de junio. El Teatro Musical de Scarborough, Scarborough Players y Scarborough Theatre Guild trabajan juntos bajo el nombre de Theatre Scarborough. La Sociedad Coral de Scarborough interpreta un musical completo y un concierto de Navidad cada año.

## Educación
La primera escuela de Scarborough se abrió en 1805 en la granja de Thomson. En 1847 Egerton Ryerson recomendó que se crearan 11 distritos escolares. Para 1904, se habían construido 28 escuelas en todo el municipio. En 1914, Agincourt Continuation School offered education from up to grade 12.
Dos instituciones postsecundarias se establecieron en Scarborough. La Universidad de Toronto se expandió en 1964 y construyó el University of Toronto Scarborough,que tiene una inscripción de 10,000 estudiantes a partir de 2006. Centennial College fue inaugurado en 1966. Fue el primer colegio comunitario en abrir en Ontario. Partiendo de un campus en Warden Woods, creció a tres campus en Scarborough (y un cuarto en East York).

## Gobernación
Scarborough está representado por cinco circunscripciones para el gobierno provincial y cinco circunscripciones completas más una equitación parcial para el gobierno federal. La dirección federal de Pickering-Scarborough East se extiende a ambos lados de la frontera entre Scarborough y Pickering. Los límites de conducción municipal se armonizaron dentro de la ciudad de Toronto para que coincida con los límites provinciales en 1999 a través de una legislación provincial llamada The Fewer Municipal Politicians Act of 1999. Esto entró en vigencia el 1 de diciembre de 2000. Cada dirección provincial se divide entre dos concejales de la ciudad. Así, Scarborough está representado por diez concejales.
Después de la fusión con Toronto, se formaron consejos comunitarios para procesar asuntos que se consideran locales para su comunidad. El consejo de la comunidad de Scarborough, formado por sus diez concejales, se reúne una vez al mes en las antiguas oficinas de la ciudad de Scarborough, justo al sur del centro de la ciudad de Scarborough. El concilio trata con una variedad de problemas locales tales como aplicaciones de patio al aire libre, planes de tráfico del vecindario y exenciones de ciertas ordenanzas municipales como letreros, vallas, árboles y barrancos. Las decisiones tomadas por el consejo de la comunidad son aprobadas por el Concejo Municipal de Toronto con el fin de entrar en vigencia.

## Infraestructura

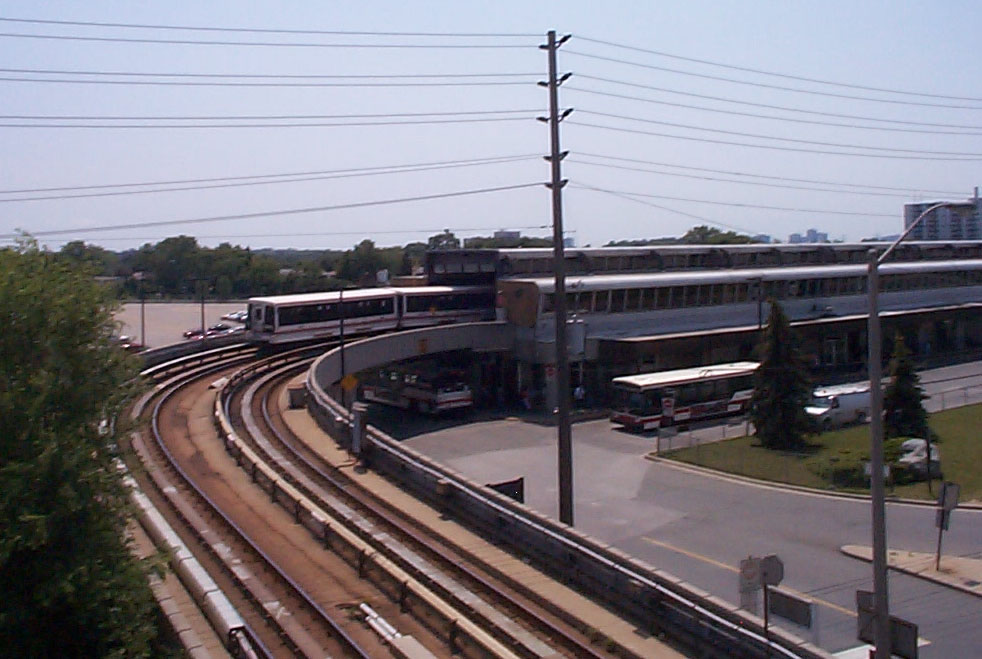
A train on Line 3 Scarborough leaving Kennedy Station

### Carreteras y autopistas
Las carreteras principales de Scarborough estaban dispuestas en un sistema de cuadrícula de norte a sur y de este a oeste. Kingston Road y Danforth Road se colocaron antes de la inspección del municipio, y ambos corren diagonalmente en dirección suroeste-noreste a través del extremo sur de Scarborough. De norte a sur, las principales carreteras arteriales este-oeste son Steeles Avenue, Finch Avenue, Sheppard Avenue, Ellesmere Road, Lawrence Avenue, Eglinton Avenue y St. Clair Avenue. De oeste a este, las principales carreteras norte-sur son Victoria Park Avenue, Pharmacy Avenue, Warden Avenue, Birchmount Road, Kennedy Road, Midland Avenue, Brimley Road, McCowan Road, Bellamy Road North, Markham Road, Neilson Road, Morningside Avenue, Meadowvale Road y Port Union Road.
Kingston Road anteriormente era la Ontario Highway 2, y era la carretera principal a través de Scarborough hasta la construcción del Highway 401, que corre de este a oeste a través del centro de Scarborough, con seis a ocho carriles en cada dirección. La autopista corta y pequeña Highway 2A corre paralela al lago Ontario en la parte oriental de Scarborough. En la década de 1960, Metropolitan Toronto planeó construir una segunda carretera este-oeste a través de Scarborough. Estaba destinado a unir la Autopista 2A con una extensión oriental de la Gardiner Expressway. La carretera, conocida como la Scarborough Expressway, fue cancelada debido a la oposición pública.

### Agua, alcantarillado e hidráulica
El agua potable de Scarborough es suministrada por la Planta de Filtración R.C. Harris al pie de la Avenida Victoria Park y la Planta de Filtración F.J. Horgan. La planta de filtración F.J Horgan se construyó en 1979 y anteriormente se conocía como la "planta Easterly". Las mejoras completadas en 2011 le permiten procesar hasta 800 Megalitros/día y también será la primera planta que sustituya el cloro por el ozono como método principal de limpieza. Las aguas residuales de Scarborough se tratan en la Highland Creek Water Pollution Control Plant (Planta de Control de Contaminación del Agua de Highland Creek). Esta planta se construyó en 1954 y comenzó a procesarse en 1956. Ha experimentado una expansión continua para satisfacer la demanda en curso. La electricidad es proporcionada principalmente en Scarborough por Toronto Hydro.